# David Bachelard
Pour les articles homonymes, voir Bachelard (homonymie).
David Bachelard, né le 9 août 1815 à Sonzier et mort le 18 juin 1866 à Vevey est une personnalité politique suisse.

## Biographie
David Bachelard est député au Grand Conseil du canton de Vaud de 1845 à 1866. Parallèlement, il est également préfet du district de Vevey jusqu'en 1852. Il est élu en mai 1866 au Conseil national, mais n'y siégera jamais.